# یواس‌اس بیدل (تی‌بی-۲۶)
یواس‌اس بیدل (تی‌بی-۲۶) (به انگلیسی: USS Biddle (TB-26)) یک کشتی بود که طول آن ۱۵۷ فوت (۴۸ متر) بود. این کشتی در سال ۱۹۰۱ ساخته شد.